# Lewis Preston Collins
Lewis Preston „Pat“ Collins (* 25. Dezember 1896 in Lynchburg, Virginia; † 20. September 1952 im Wythe County, Virginia) war ein US-amerikanischer Politiker. Zwischen 1946 und 1952 war er Vizegouverneur des Bundesstaates Virginia.

## Werdegang
Im Jahr 1920 absolvierte Lewis Collins die Washington and Lee University in Lexington. Nach einem Jurastudium und seiner Zulassung als Rechtsanwalt begann er in Marion in diesem Beruf zu arbeiten. Gleichzeitig schlug er als Mitglied der Demokratischen Partei eine politische Laufbahn ein. In den Jahren 1940 und 1944 nahm er als Delegierter an den Democratic National Conventions teil, auf denen Präsident Franklin D. Roosevelt jeweils zur Wiederwahl nominiert wurde. Bei den nächsten beiden Bundesparteitagen der Demokraten in den Jahren 1948 und 1952 war er Ersatzdelegierter.
1945 unterlag Collins zunächst in den Vorwahlen seiner Partei für das Amt des Vizegouverneurs von Virginia. Nach einer Wahlanfechtung konnte er dann doch die Nominierung erringen. Anschließend wurde er an der Seite von William M. Tuck zum Vizegouverneur gewählt. Dieses Amt bekleidete er nach einer Wiederwahl zwischen 1946 und seinem Tod im Jahr 1952. Dabei war er Stellvertreter von Gouverneur Tuck und dessen Nachfolger John S. Battle. Außerdem fungierte er als Vorsitzender des Staatssenats. Am 20. September 1952 erlitt er während einer Schulveranstaltung, bei der er eine Rede halten sollte, einen Herzanfall, an dem er verstarb. Er wurde in Marion beigesetzt.